# Hyalotheca neglecta
Hyalotheca neglecta là một loài Song tinh tảo trong họ Desmidiaceae, thuộc chi Hyalotheca.